# Cessna 182 Skylane
Cessna 182 Skylane — американський чотиримісний (з можливістю додати два дитячих сидіння в багажному відділенні) одномоторний легкий літак, побудований компанією Cessna. Представлений у 1956 році, випускався в кількох варіантах, включаючи версію з висувним шасі, і є другою за популярністю моделлю Cessna, що все ще виробляється після Cessna 172.

## Історія
Cessna 182 була представлена в 1956 році як триколісний варіант моделі Cessna 180. У 1957 році був представлений варіант 182A разом з назвою Skylane. У міру того, як виробництво тривало, пізніші моделі регулярно вдосконалювалися різними функціями, такими як ширший фюзеляж, стрілоподібне хвостове оперення з заднім вікном, збільшений багажний відсік, більша загальна вага, зміна шасі тощо. Літаки Cessna 182 також вироблялись в Аргентині компанією DINFIA під назвою A182 й у Франції компанією Reims Aviation як F182.

## Дизайн
Cessna 182 — це суцільнометалевий (переважно з алюмінієвого сплаву) літак, деякі деталі — такі як носова частина капота двигуна та кінцівки крил — виготовлені зі скловолокна або термопластичного матеріалу.

### Шасі
Моделі з висувним шасі випускались з 1978 по 1986 рік
Прибирання шасі забезпечувало збільшення на 10-15 % швидкості підйому та крейсерської швидкості порівняно з аналогами з фіксованим шасі, або, альтернативно, економію палива на 10-15 % на тих самих швидкостях.
Система втягування шасі використовує гідравлічні приводи, що працюють від помпи з електричним приводом. Система має сигнал попередження про положення шасі, яке видає переривчастий звуковий сигнал через динамік кабіни, коли шасі знаходиться у втягнутому положенні, а двигун переходить на понижені обороти. У разі несправності гідравлічної помпи, шасі можна опустити за допомогою ручної помпи для створення тиску в гідравлічній системі. Однак система не дозволяє втягувати шасі вручну.

## Специфікації
Джерело: 
Основні характеристики
- Екіпаж: 1
- Пасажиромісткість: 3
- Довжина: 8,84 м
- Висота: 2,84 м
- Розмах крила: 10,97 м

- Площа крила: 16,2 м²
- Маса порожнього: 894 кг
- Максимальна злітна маса: 1406 кг
- Силова установка: 1 × ПД Lycoming IO-540-AB1A5  230 к.с. ( 170 кВт)
- Повітряний гвинт: 3-х лопатний

Льотні характеристики
- Максимальна швидкість: 280 км/год
- Крейсерська швидкість: 269 км/год
- Практична дальність: 1720 км
- Практична стеля: 5500 м
- Швидкопідйомність: 4.69 м/c

## Фото

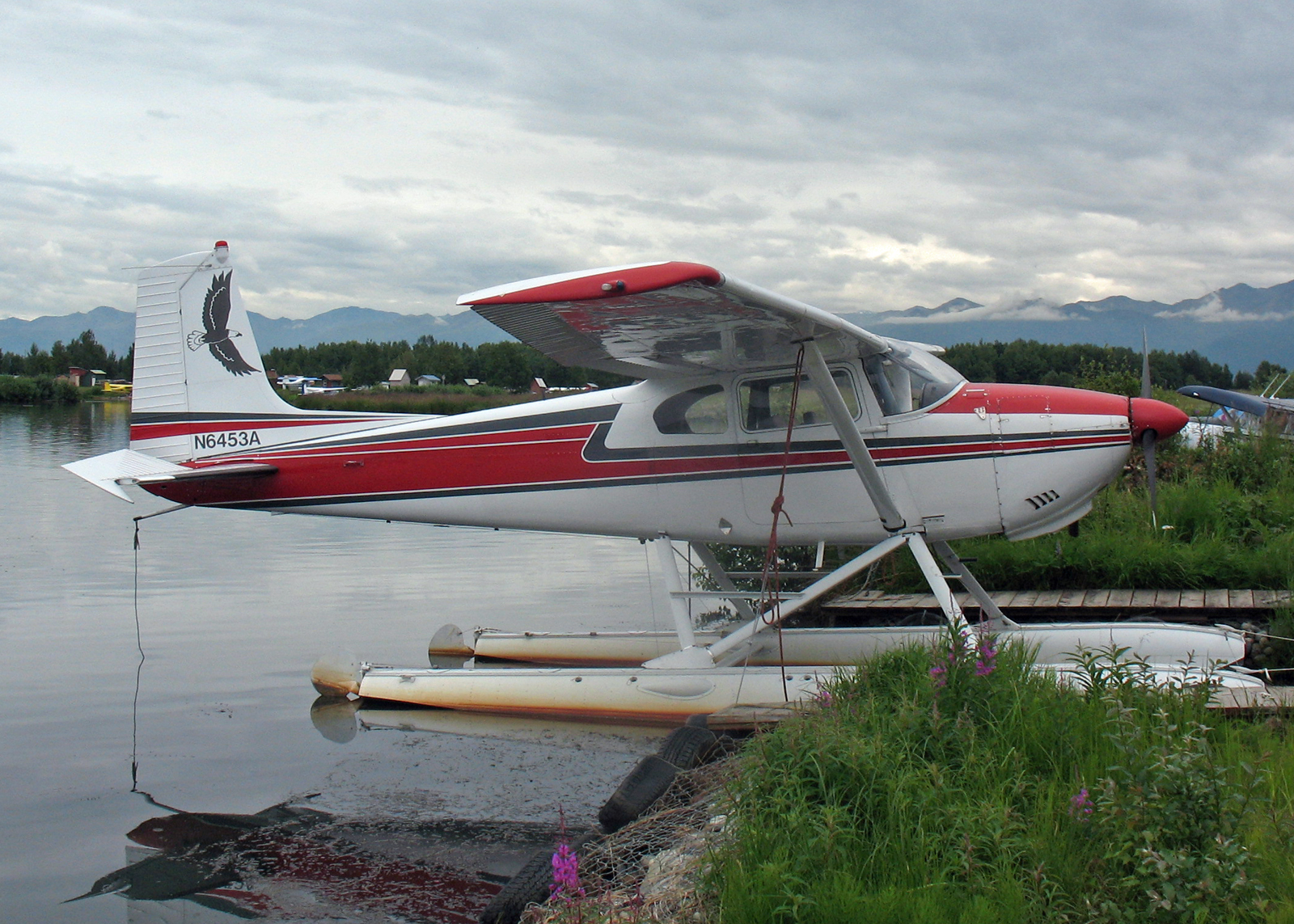
1956 Cessna 182 на поплавках
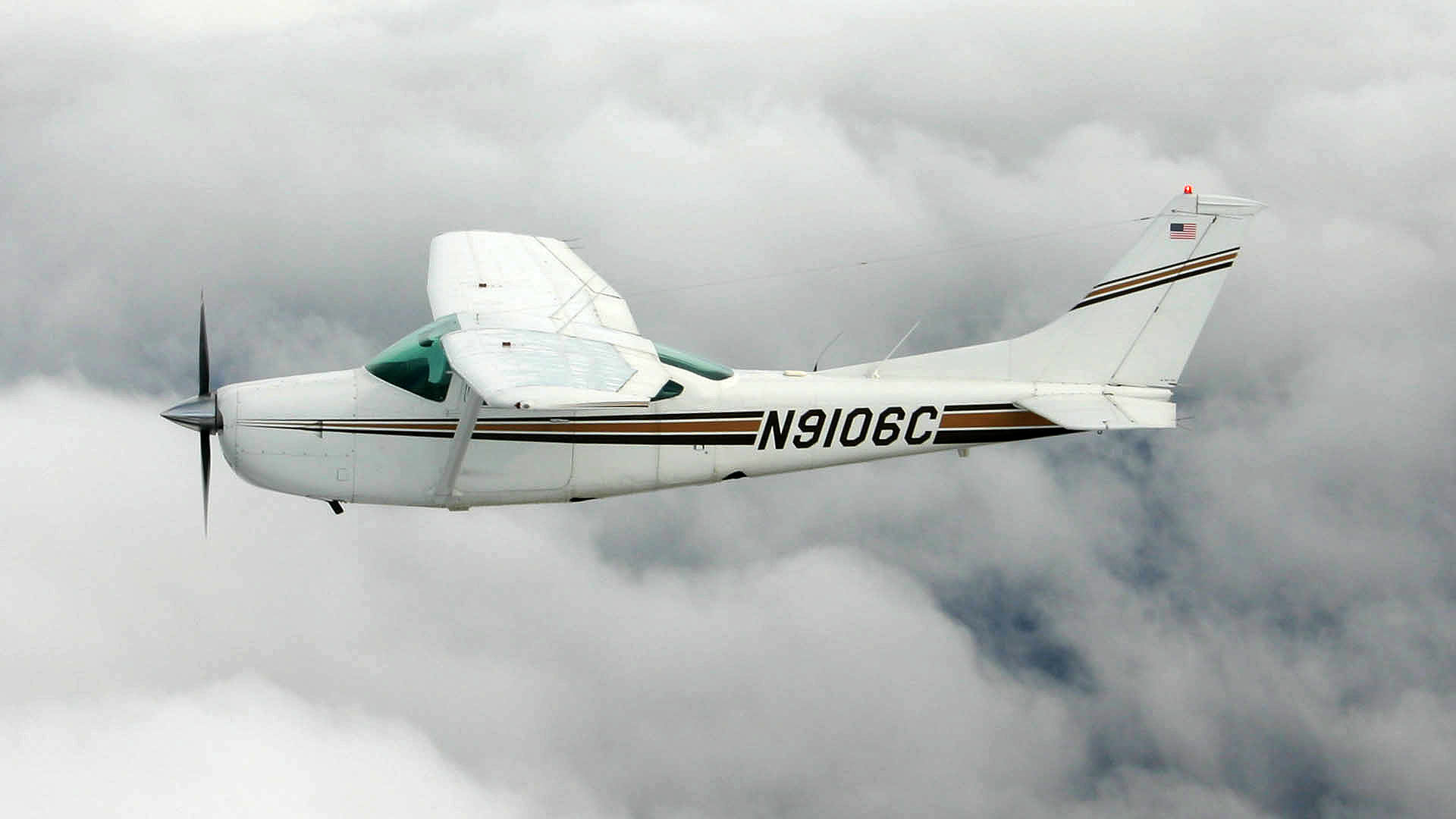
Cessna R182 Skylane RG, один із двох варіантів із висувним шасі
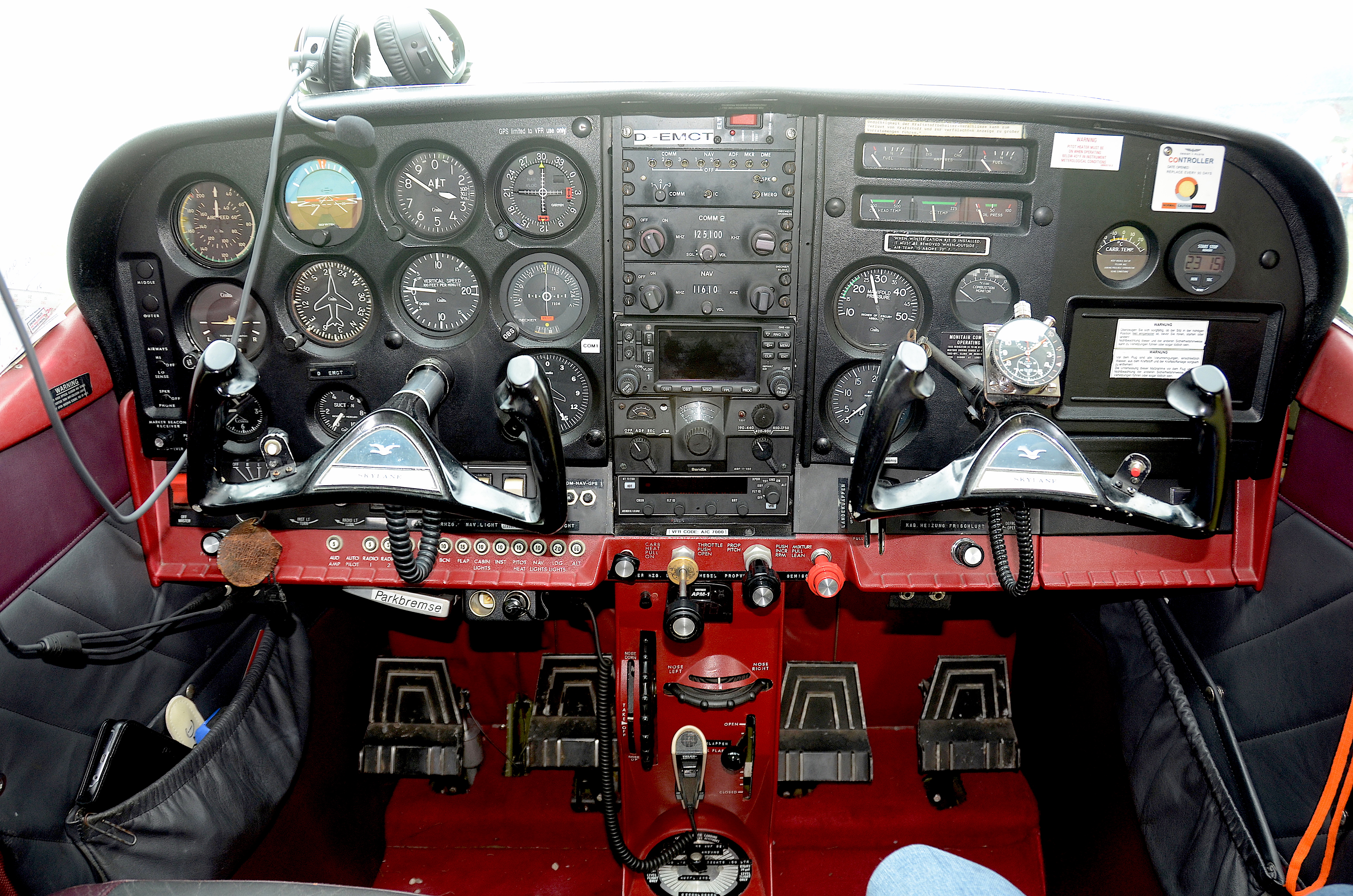
Кабіна Cessna 182M Skylane
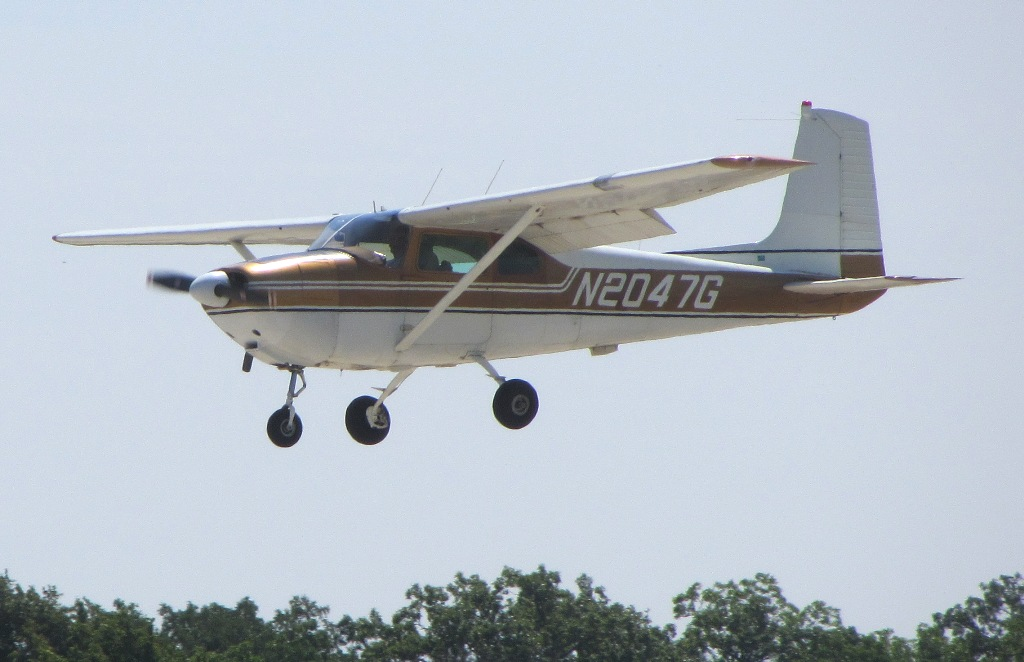
1958 Приземлення Cessna 182A
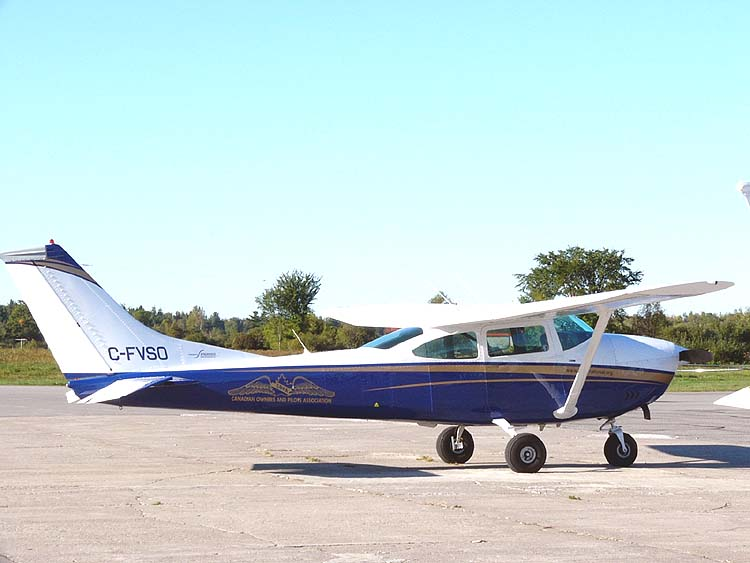
Модель Cessna 182K 1967 року, що належить Канадській асоціації власників і пілотів
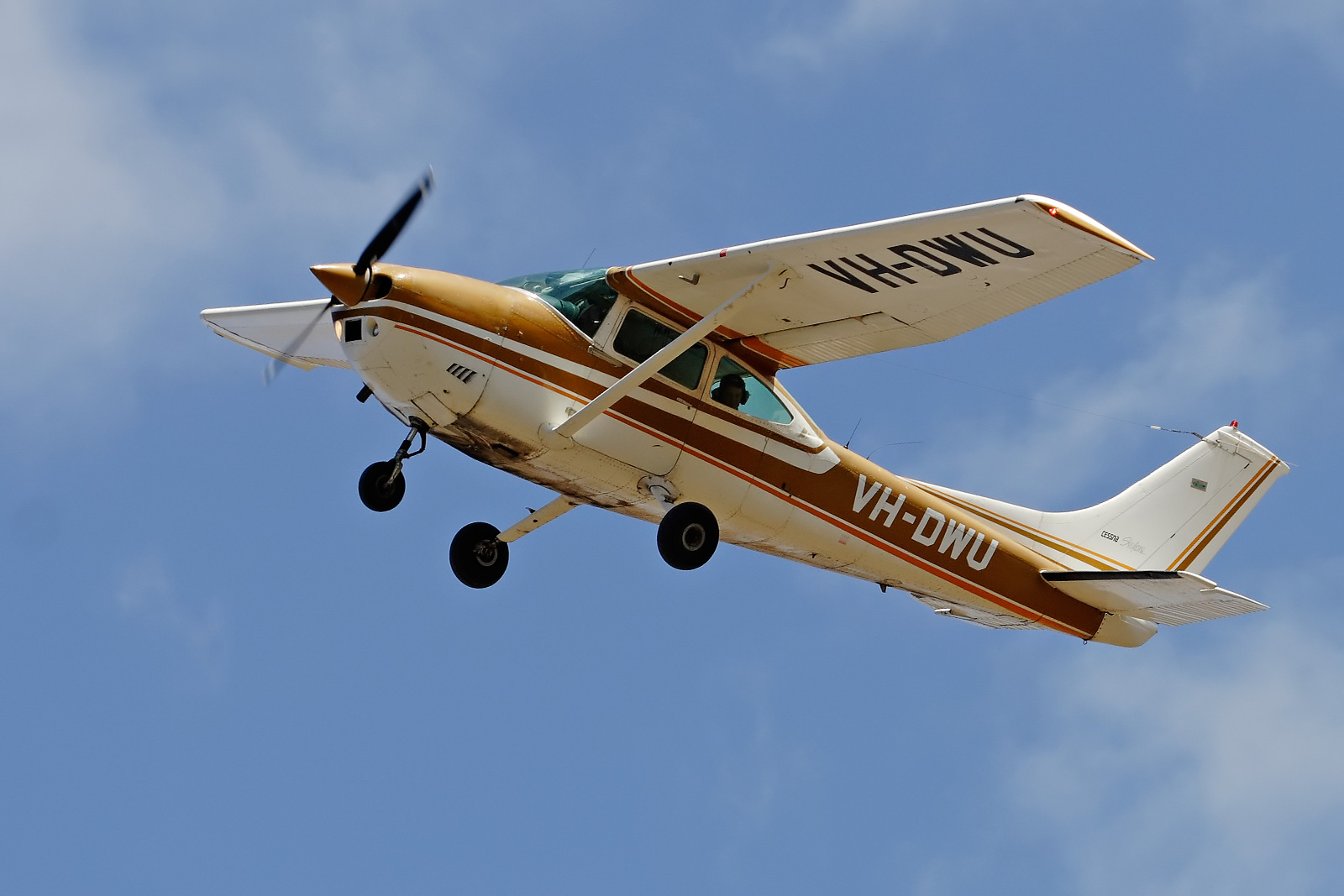
Літак Cessna 182P
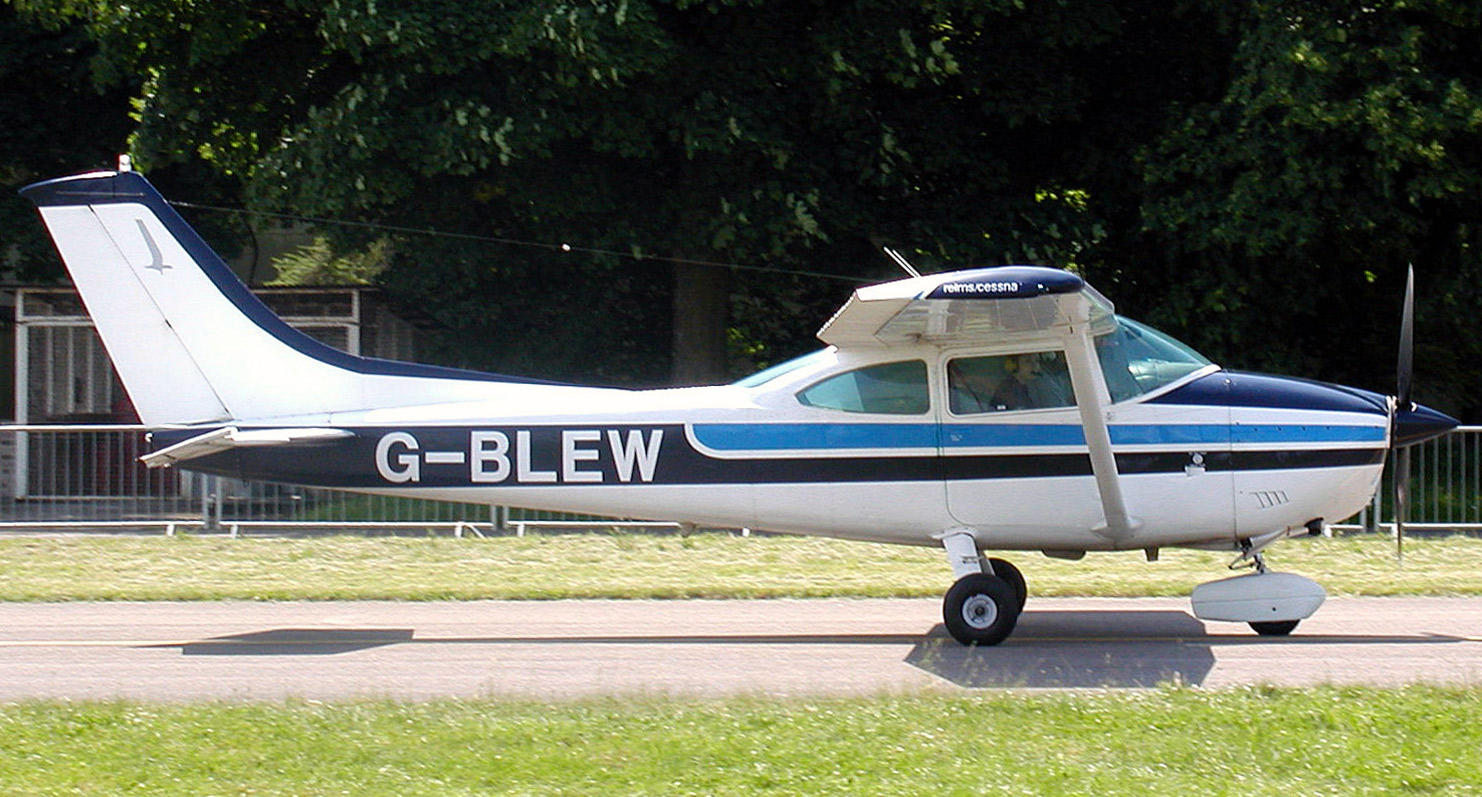
Reims Cessna F182Q
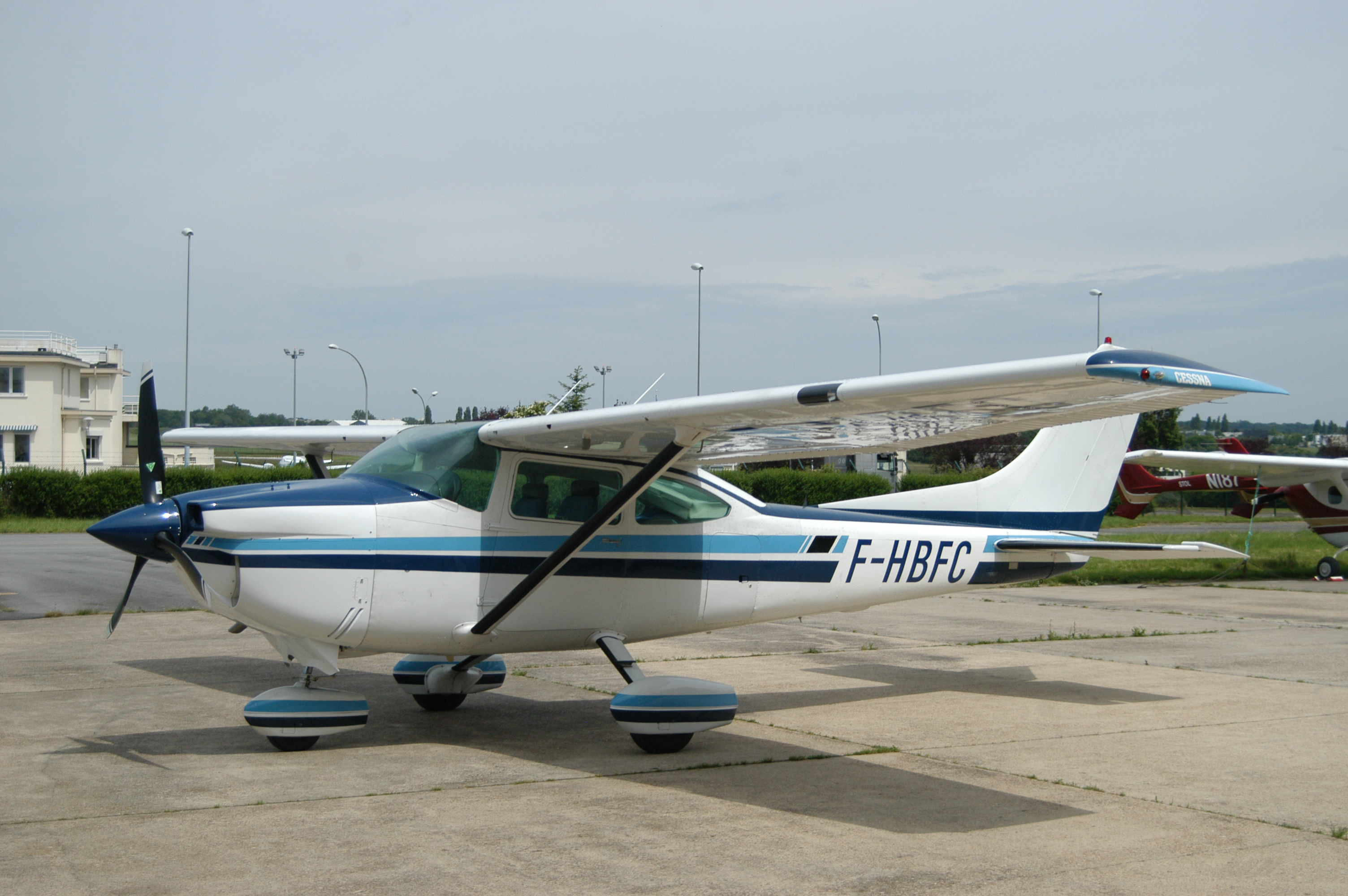
Cessna 182Q оснащений двигуном SMA SR305-230
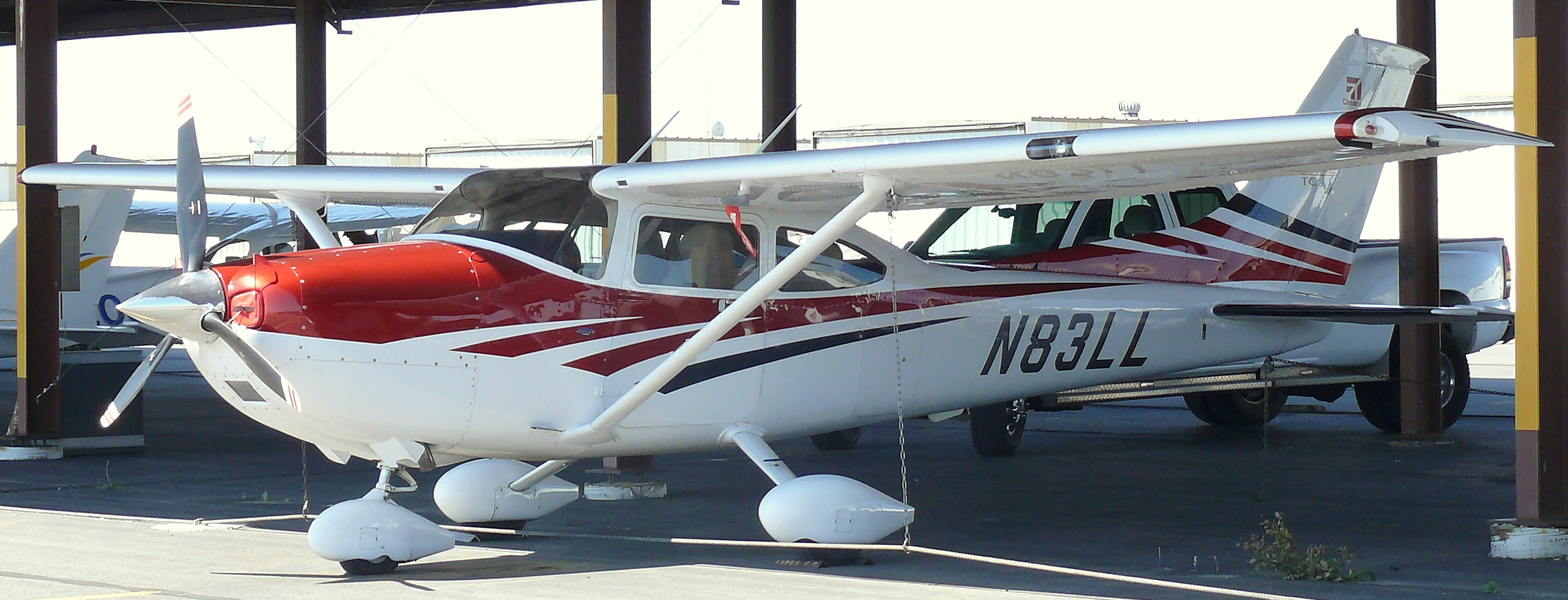
Cessna T182T
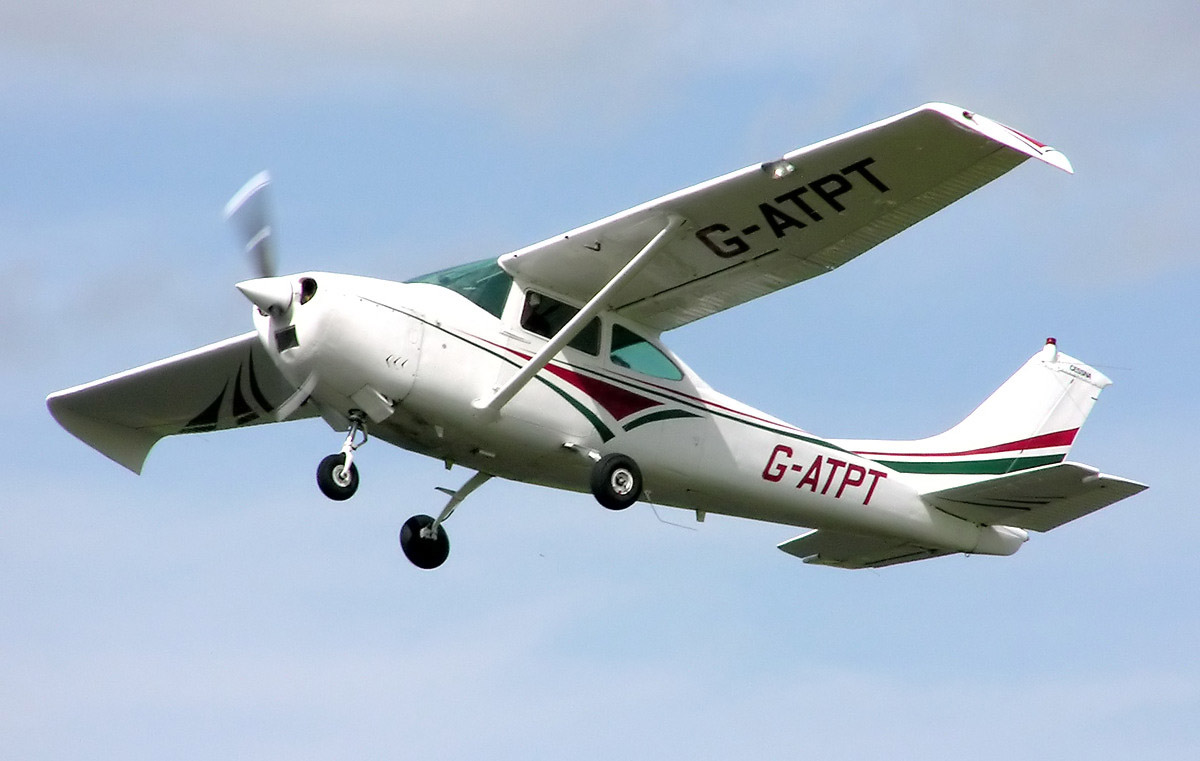
Cessna 182J
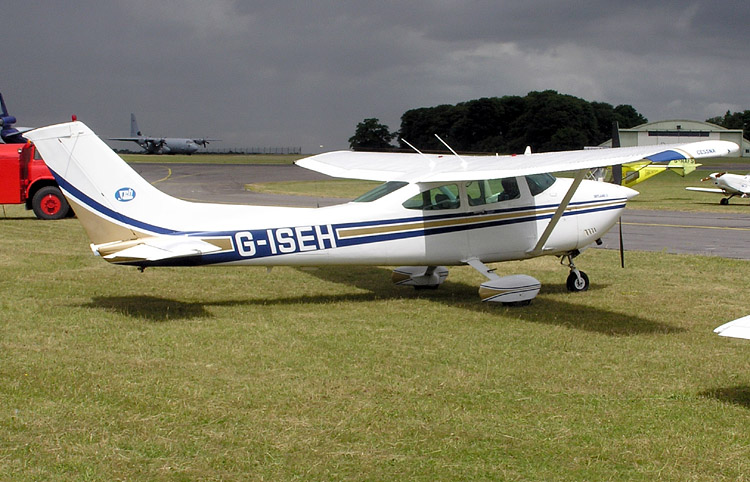
1981 Cessna 182R Skylane
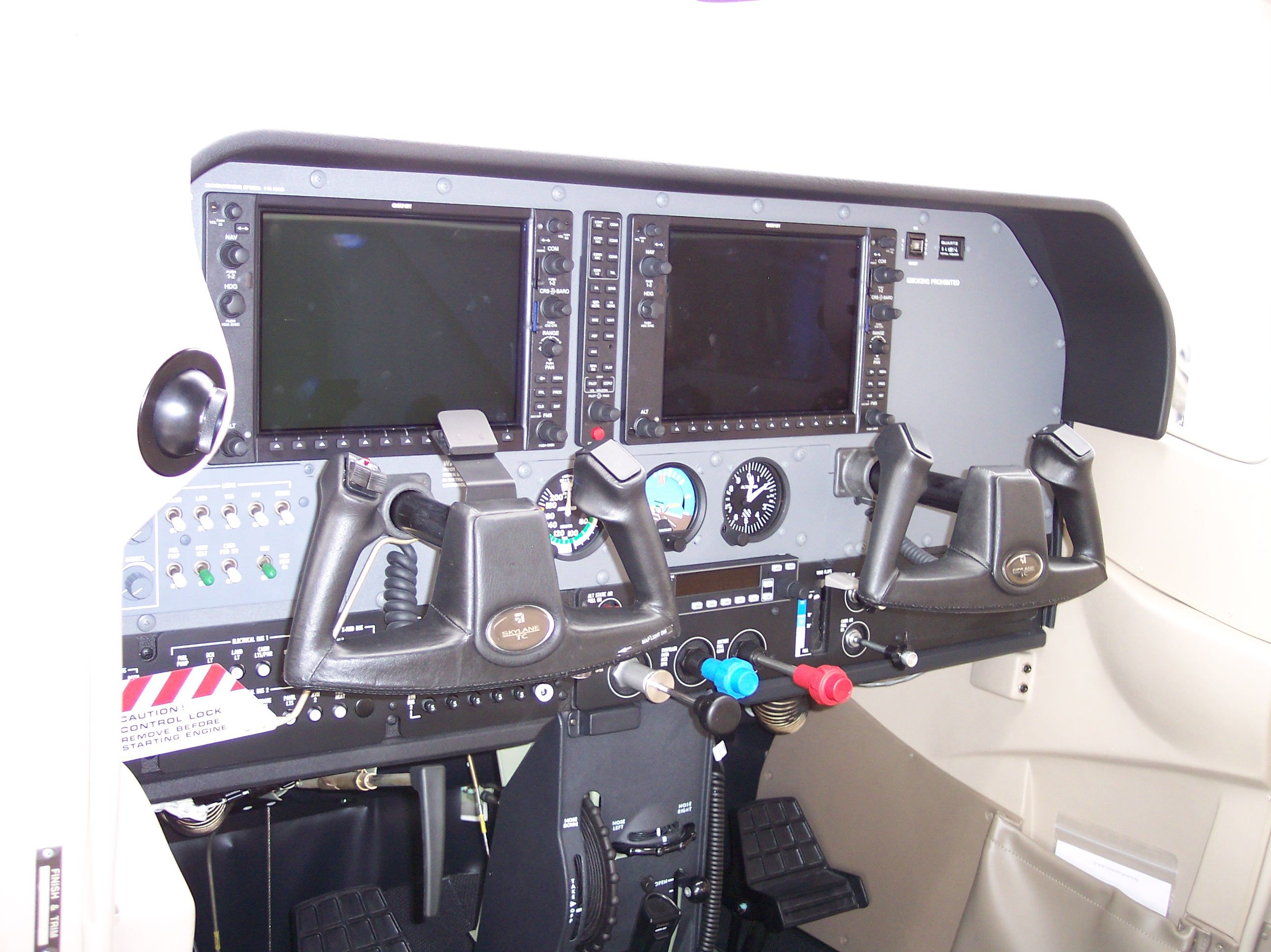
Кабіна T182T з Garmin G1000